# スカマンドロス
スカマンドロス（古希: Σκάμανδρος, Skamandoros）は、ギリシア神話の神である。オーケアノスとテーテュースの子で、小アジアのトローアス地方を流れるスカマンドロス川（現在のカラメンデレス川）の河神である。ホメーロスによれば神々はクサントスと呼び、人間はスカマンドロスと呼ぶとされ、トロイアの人々はスカマンドロスを深く信仰したという。
スカマンドロスはニュムペーのイーダイアーとの間にテウクロスと、娘カリロエー、ストリューモー、グラウキアをもうけた。テウクロスはダルダノス以前にトローアス地方を支配したとされ、カリロエーはその子孫であるトロイア王トロースの妻となり、またストリューモーもトロイア王ラーオメドーンの妻となった。
トロイア戦争ではアキレウスがスカマンドロス川でトロイア軍を殺戮したとき、スカマンドロスは怒ってパイオニアの武将アステロパイオスに勇気を与え、アキレウスを討たせようとしたが、逆にアキレウスはアステロパイオスを討ち、さらにパイオニア勢を殺戮した。このためスカマンドロスは人の姿となって現れ、川が死体であふれていることを非難し、川の外で戦うよう言った。しかしアキレウスは聞かなかったので、大水を起してアキレウスを押し流そうとし、トロイアの兵に対しては水で覆って保護した。アキレウスは水の勢いに耐えられず神々に助けを求め、アテーナーとポセイドーンがアキレウスを励ました。これによってアキレウスは川から抜け出して平野に向かったが、この大水で平野は水浸しになり、死体が浮き漂ったという。アキレウスに逃げられそうになったスカマンドロスはシモエイスに助力を求めたが、ヘーラーはヘーパイストスに命じて激しい大火を起させた。これによって平野の水は乾き、死体が燃え、さらに河の水が煮えたぎったので、スカマンドロスはたまらず降参したという。